# New Tricks

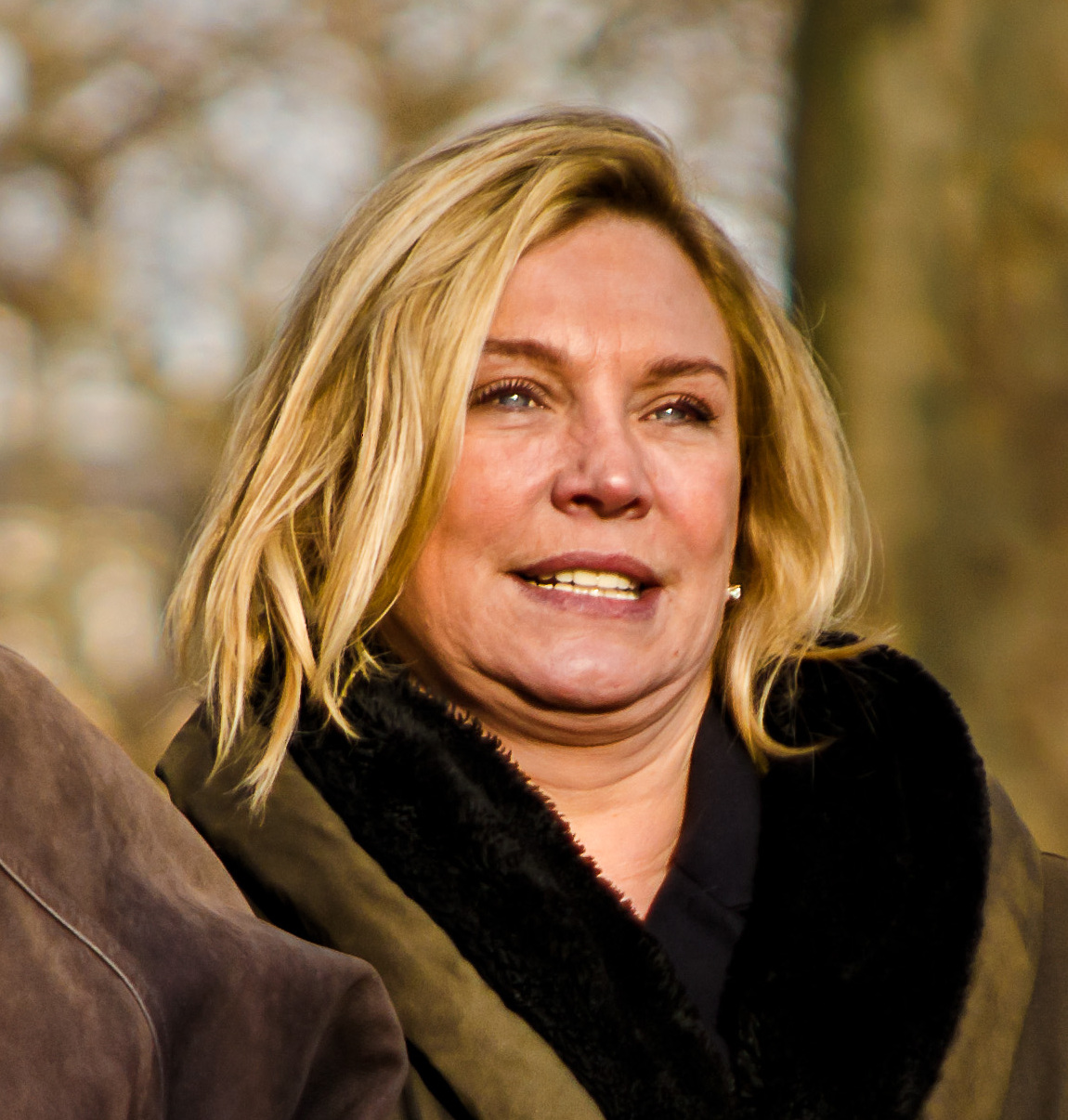
Amanda Redman

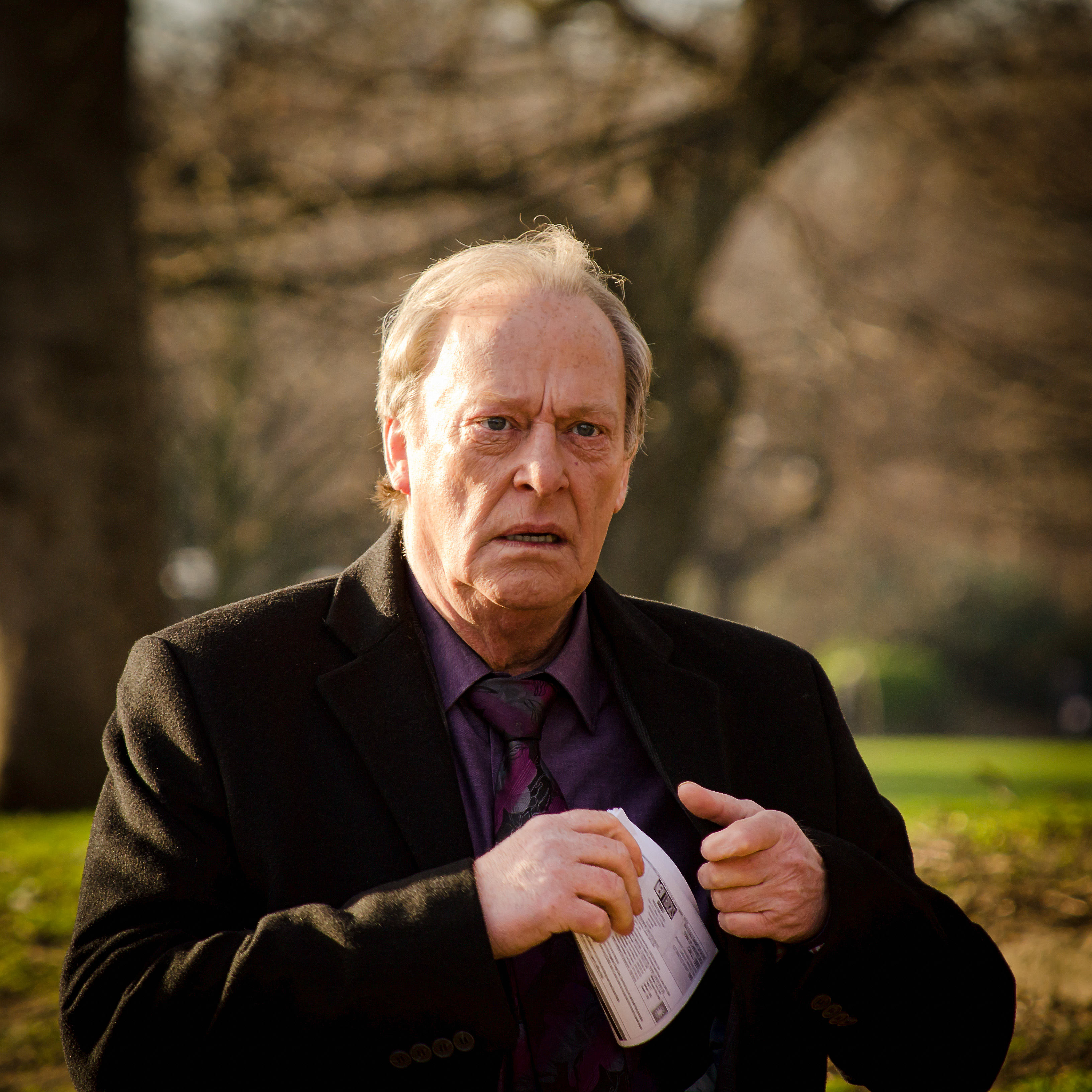
Dennis Waterman

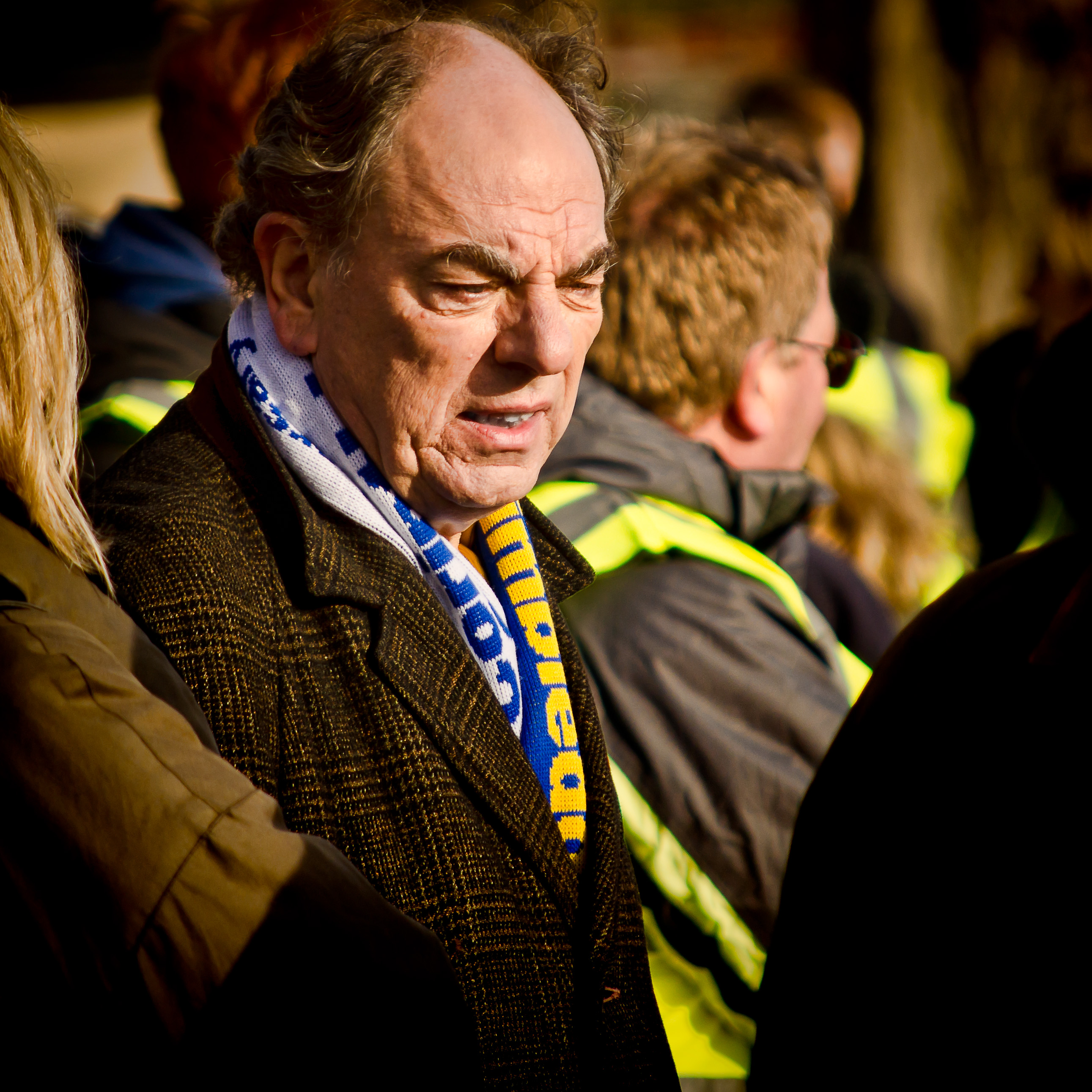
Alun Armstrong

New Tricks is een in 2003 gestarte Engelse politieserie van de BBC over een politieteam dat oude moordzaken heropent. 
Het team is samengesteld uit Superintendent Sandra Pullman, ex-Chief Superintendent Jack Halford, ex-commissaris Brian Lane en ex-sergeant Gerry Standing. 
Aan het begin van de serie krijgt Superintendent Sandra Pullman, een rol van Amanda Redman, na een blunder bij een vorig politieonderzoek een nieuwe functie als hoofd van een team dat oude moordzaken moet heropenen: het "UCOS" (Unsolved Crimes and Open Case Squad). 
Om financiële redenen is het team samengesteld uit veteranen die met hun ervaring een aantal van die oude zaken gaan oplossen. 
Ex-Chief Superintendent Jack Halford, gespeeld door James Bolam, is haar vroegere mentor. Na het overlijden van zijn vrouw, voor wie hij zorgde, had hij niets meer te doen en Jack is blij dat hij weer wat omhanden heeft.
Ex-commissaris Brian Lane, een politieman met een fantastisch geheugen, heeft geworsteld met een alcoholverslaving. Hij heeft de reputatie labiel te zijn. Alun Armstrong is de acteur die de rol van Lane speelt.
Ex-sergeant Gerry Standing (een rol van Dennis Waterman, die ook de titelsong zingt) wordt binnenkort grootvader, zo leert de pilootaflevering ons, maar voelt zich nog jong. Hij heeft de politie verlaten na een incident met een superieur. Om zijn financiën te verbeteren keert hij graag terug bij het nieuwe team.
Tegen het eind van de serie worden alle hoofdpersonen vervangen. In seizoen 9 voegt Steve McAndrew zich bij het team. In seizoen 10 wordt afscheid genomen van Sandra Pullman, Jack Halford en Brian Lane, terwijl Dan Griffin en Sasha Miller het team komen aanvullen. Ten slotte komt Ted Case er nog bij in het laatste seizoen.
De serie heeft inmiddels twaalf reeksen gehad en telt buiten de "pilot" tot en met 2015 107 afleveringen. In februari 2015 werd bekendgemaakt dat de serie na het twaalfde seizoen zou worden gestopt.
In Nederland werd het eerste seizoen uitgezonden door de KRO,  en in België door Eén, waar men in 2012 herhalingen uitzond van de eerste series. BBC First begon in 2015 met het herhalen van de serie.

## Hoofdpersonages
| Personage      | Acteur             | Seizoen  | Seizoen  | Seizoen  | Seizoen  | Seizoen  | Seizoen  | Seizoen  | Seizoen  | Seizoen  | Seizoen  | Seizoen  | Seizoen  |  |
| Personage      | Acteur             | 1        | 2        | 3        | 4        | 5        | 6        | 7        | 8        | 9        | 10       | 11       | 12       |  |
| -------------- | ------------------ | -------- | -------- | -------- | -------- | -------- | -------- | -------- | -------- | -------- | -------- | -------- | -------- |  |
| Gerry Standing | Dennis Waterman    | Hoofdrol | Hoofdrol | Hoofdrol | Hoofdrol | Hoofdrol | Hoofdrol | Hoofdrol | Hoofdrol | Hoofdrol | Hoofdrol | Hoofdrol |          |  |
| Brian Lane     | Alun Armstrong     | Hoofdrol | Hoofdrol | Hoofdrol | Hoofdrol | Hoofdrol | Hoofdrol | Hoofdrol | Hoofdrol | Hoofdrol | Hoofdrol |          |          |  |
| Sandra Pullman | Amanda Redman      | Hoofdrol | Hoofdrol | Hoofdrol | Hoofdrol | Hoofdrol | Hoofdrol | Hoofdrol | Hoofdrol | Hoofdrol | Hoofdrol |          |          |  |
| Jack Halford   | James Bolam        | Hoofdrol | Hoofdrol | Hoofdrol | Hoofdrol | Hoofdrol | Hoofdrol | Hoofdrol | Hoofdrol | Hoofdrol | Gastrol  |          |          |  |
| Steve McAndrew | Denis Lawson       |          |          |          |          |          |          |          |          | Hoofdrol | Hoofdrol | Hoofdrol | Hoofdrol |  |
| Dan Griffin    | Nicholas Lyndhurst |          |          |          |          |          |          |          |          |          | Hoofdrol | Hoofdrol | Hoofdrol |  |
| Sasha Miller   | Tamzin Outhwaite   |          |          |          |          |          |          |          |          |          | Hoofdrol | Hoofdrol | Hoofdrol |  |
| Ted Case       | Larry Lamb         |          |          |          |          |          |          |          |          |          |          |          | Hoofdrol |  |